# Mistrzostwa Świata w Biegu na Orientację 1978
Mistrzostwa Świata w Biegu na Orientację 1978 – odbyły się w dniach 15–17 sierpnia 1978 roku w Kongsbergu, Norwegia. Zawody odbyły się w dwóch konkurencjach: bieg indywidualny i sztafety.

## Wyniki
| Bieg indywidualny                                                     | Bieg indywidualny | Bieg indywidualny | Bieg indywidualny |
| --------------------------------------------------------------------- | ----------------- | ----------------- | ----------------- |
| Parametry trasy: 15,7 km, 21 punktów kontrolnych, 440 m przewyższenia |                   |                   |                   |
| Miejsce! Kraj                                                         | Imię i nazwisko   | Czas              |                   |
| 1                                                                     | Norwegia          | Egil Johansen     | 1:31:44           |
| 2                                                                     | Finlandia         | Risto Nuuros      | 1:32:52           |
| 3                                                                     | Finlandia         | Simo Nurminen     | 1:34:00           |

| Sztafety                                                        | Sztafety  | Sztafety                                                    | Sztafety |
| --------------------------------------------------------------- | --------- | ----------------------------------------------------------- | -------- |
| Parametry tras: 10 km, ? punktów kontrolnych, ? m przewyższenia |           |                                                             |          |
| Miejsce                                                         | Kraj      | Imię i nazwisko                                             | Czas     |
| 1                                                               | Norwegia  | Jan Fjærested Svein Jacobsen Egil Johansen Eystein Weltzien | 3:35:33  |
| 2                                                               | Szwecja   | Rolf Pettersson Lars Lönnkvist Kjell Lauri Olle Nabo        | 4:04:05  |
| 3                                                               | Finlandia | Urho Kujala Jorma Karvonen Simo Nurminen Risto Nuuros       | 4:16:27  |

| Bieg indywidualny                                                    | Bieg indywidualny | Bieg indywidualny | Bieg indywidualny |
| -------------------------------------------------------------------- | ----------------- | ----------------- | ----------------- |
| Parametry trasy: 8,6 km, 14 punktów kontrolnych, 240 m przewyższenia |                   |                   |                   |
| Miejsce                                                              | Kraj              | Imię i nazwisko   | Czas              |
| 1                                                                    | Norwegia          | Anna Berit Eid    | 1:01:40           |
| 2                                                                    | Finlandia         | Liisa Veijalainen | 1:01:42           |
| 3                                                                    | Norwegia          | Wenche Jacobsen   | 1:02:42           |

| Sztafety                                                         | Sztafety   | Sztafety                                        | Sztafety |
| ---------------------------------------------------------------- | ---------- | ----------------------------------------------- | -------- |
| Parametry tras: 6,6 km, ? punktów kontrolnych, ? m przewyższenia |            |                                                 |          |
| Miejsce                                                          | Kraj       | Imię i nazwisko                                 | Czas     |
| 1                                                                | Finlandia  | Outi Borgenström Marita Ruoho Liisa Veijalainen | 2:26:48  |
| 2                                                                | Szwecja    | Eva Moberg Karin Rabe Kristin Cullman           | 2:26:52  |
| 3                                                                | Szwajcaria | Ruth Baumberger Ruth Humbel Hanni Fries         | 2:38:43  |